# Бжуханя (Мехувский повет)
Бжуха́ня (пол. Brzuchania) — село в Малопольском воеводстве, Мехувский повет, Мехув (гмина).
Село располагается в 6 км от административного центра повета города Мехув и в 38 км от административного центра воеводства города Краков.
В 1975—1998 годах входило в состав Келецкого воеводства, административным центром которого являлся город Кельце (оно находилось на территориях находящихся рядом с территориями административно подчинённых Кракову). С 1999 входит в Малопольское воеводство.
В селе имеется метеостанция.

## Известные уроженцы
- Ян Коваль — польский политический деятель